# Caupolicán
Caupolicán (Región del Biobío, en la zona sur de Chile-Cañete, 27 de junio de 1558) (en mapudungun: Kallfülikan o tal vez Kewpulikan) fue un toqui mapuche (y un posible sobrino de Colo Colo) que lideró la resistencia de su pueblo contra los conquistadores españoles que llegaron al actual Chile durante el siglo XVI. 
Si bien Caupolicán fue un hombre de gran destreza y valor, su fama se debe principalmente a los versos que le dedicó el poeta Alonso de Ercilla en su largo poema épico La Araucana. El poeta formaba parte del ejército de García Hurtado de Mendoza y, al parecer, fue testigo directo de las hazañas del jefe mapuche.

## Biografía
Su principal esposa conocida fue Fresia, también denominada Güeden o Paca por otros autores. Su principal hijo conocido fue Lemucaguin, también llamado como Caupolicán el Joven. 
Jerónimo de Vivar en su crónica anota el nombre del toqui como Teopolican (y en una ocasión Otopolican). Tanto Vivar como Ercilla (que también escribe el nombre también como "Caupolicano" por facilidades de rima) mencionan que  el líder mapuche no veía de un ojo (Ercilla) o que era tuerto (Vivar). Vivar señala que era originalmente "señor" o lonco de cierto pueblo de "Pelmayquen", del que hay hoy un río o estero homónimo (río Pilmaiquén), ubicado al noroeste de Cañete en la provincia de Arauco. En otro pasaje Vivar señala que era jefe de cuatro mil guerreros, siendo superado en tropa por Colocolo (seis mil), Paylahuala y Ayllacura (cinco mil).

## Primeros años
Luchó desde su juventud contra los conquistadores españoles para mantener la región en la que estaba bajo su control. Fue elegido toqui (jefe militar) de los mapuches, siendo sucesor de Lautaro, aunque Alonso de Ercilla destaca su elección antes, siendo el candidato secreto de Colo Colo para la conducción de la guerra. Al parecer era miembro de una familia muy respetada en la sociedad mapuche, pues él y sus hermanos estaban siempre en el núcleo de jefes que planificaba los movimientos de guerra. De hecho, Gerónimo de Vivar lo señala en la Batalla de Millarapue:

«Al fin fue desbaratada aquel haz donde dio el capitán Rodrigo de Quiroga. Murieron ciento veinte indios, entre los cuales mataron siete principales y un hermano de Oteopolicán (caupolicán), que no era menos velicoso».
Gerónimo de Vivar

Además, sabemos de su hijo Lemucaguin. El historiador Juan Ignacio Molina escribió que el toqui en Quiapo era Caupolicán el joven, hijo del toqui Caupolicán.

«Caupolicán era un varón de autoridad, grave y severo, duro y decidido, firme para mantener sus opiniones y llevar a cabo sus empresas. Había nacido tuerto, y ese defecto, que daba a su cara un aspecto feroz y un poco tétrico, no era desmedro para su habilidad física...»
Fernando Alegría en su libro Lautaro, joven libertador de Arauco

Los mapuches son un pueblo que resistió la conquista española del sur de Chile. Junto con Lautaro fue uno de los conductores de los araucanos en las guerras del siglo XVI. Cooperó con Lautaro en la toma del fuerte Tucapel y en la batalla de Tucapel, donde es derrotado el ejército conquistador y muere Pedro de Valdivia. Su nombre es símbolo de la resistencia indígena, su vida y hechos son recogidos por Alonso de Ercilla —uno de los capitanes de García Hurtado de Mendoza y Manrique— en su obra épica La Araucana y Rubén Darío en su poema Caupolicán.

## Batalla de Tucapel
Es muy probable que Caupolicán cuyos dominios estaban en Pilmaiquén contiguo a Cañete fuera parte de la batalla donde  Valdivia y sus soldados fueron categóricamente derrotados por las huestes de Lautaro, una vez decidido el combate, Valdivia y el clérigo Pozo, sobrevivientes de la masacre, huyeron a caballo por la orilla del estero Pichidenquehue y al llegar a la confluencia del río Pilmaiquén sus caballos se empantanaron en unas ciénagas siendo estos capturados por los mapuches, entre los que estaba Caupolicán quien abogó por la inmediata ejecución de Valdivia. No hay referencias históricas de que Caupolicán fuera el ejecutor del líder hispano, sin embargo en las crónicas de Vivar se señala a un jefe indio llamado Teopolicán como el ejecutor de Valdivia.
El fin de Valdivia según Jerónimo de Vivar relatado en su Crónica y relación copiosa y verdadera de los Reynos de Chile (1558), capítulo CXV:

[...] y [Valdivia] de aquel día fatigado, le tomaron los indios. Con un yanacona que allí se halló habló a los indios y les decía que no le matasen, que bastaba el daño que habían hecho a sus españoles. Ansí los indios estaban de diversos pareceres, que unos decían que lo matasen y otros que le diesen la vida. Como es gente de tan ruín entendimiento, no conociendo ni entendiendo lo que hacían a esta sazón, llegó un mal indio, que se decía Teopolicán que era señor de la parte de aquel pueblo, y dijo a los indios que qué hacían con el apo (jefe) [Valdivia] que porque no le mataban, "que muerto ése que manda a los españoles fácilmente mataremos a los que quedan". Diole con una lanza de las que dicho tengo y lo mató.

## Combate de Lagunillas

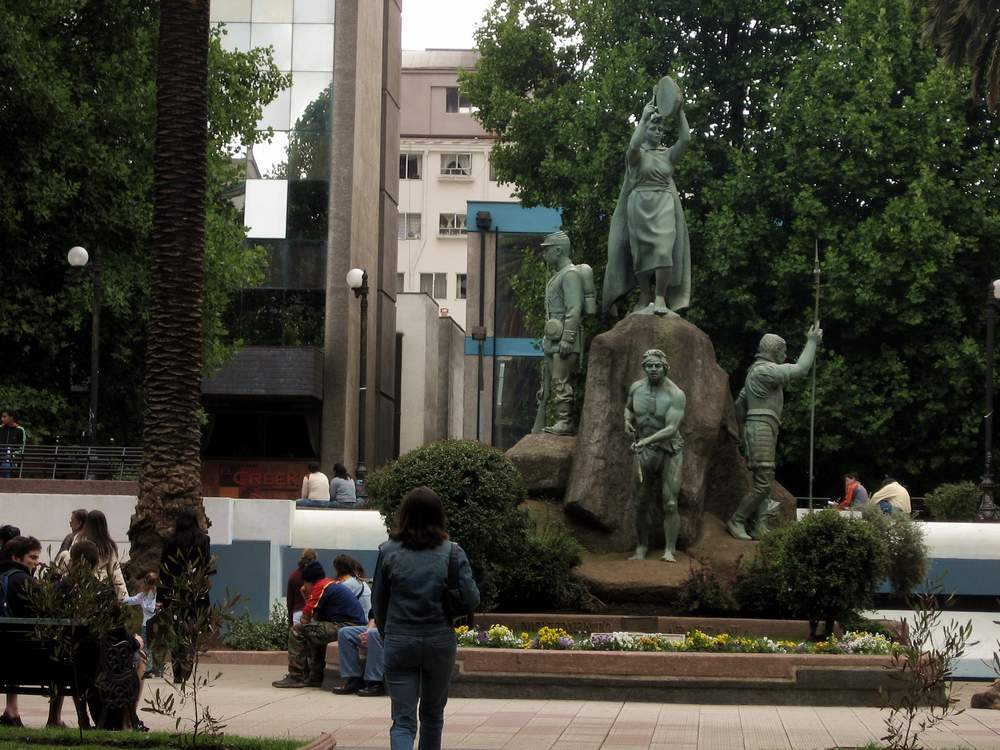
Monumento a la Araucanía (con Caupolicán como unos de los 5 personajes)

Después de la muerte de Lautaro, los mapuches quedaron sin un jefe digno que los guiara; esto se evidenció en el combate del Fuerte de San Luis, que no pudo ser tomado, y en la batalla de Lagunillas el 8 de noviembre de 1557. Entonces, una crecida fuerza de 12 000 mapuches al mando de varios toquis —entre ellos, los caciques Lincoyán y Galvarino— atacó a una poderosa fuerza realista al mando de García Hurtado de Mendoza. Al pasar el río Biobío, proveniente de Concepción, García traía una fuerza de 600 soldados bien armados y unos 1500 yanaconas, que fueron arremetidos por esta fuerza mapuche en unos cenagales, llamados «lagunillas».
El ataque fue desorganizado, y a pesar de la gran diferencia numérica, los mapuches fueron derrotados en una brutal lucha cuerpo a cuerpo; dejando en el campo cientos de muertos y heridos y 150 prisioneros. Entre estos prisioneros estaba uno de los toquis: Galvarino. García de Hurtado y Mendoza, haciendo gala de la misma actitud, tan común entre los conquistadores españoles, así como la de Pedro de Valdivia en la Batalla de Andalién, ordenó como escarmiento, mutilar la mano derecha y la nariz a los prisioneros. Galvarino no sólo colocó su mano derecha para que le fuera amputada, sino que, en un acto de gran valor, colocó la otra mano ante su verdugo y ambas fueron amputadas antes de ser liberado. Esta forma de escarmiento lograba enfurecer y endurecer aún más a los mapuches frente a los usurpadores de su territorio.

## Elección de Caupolicán comotoqui

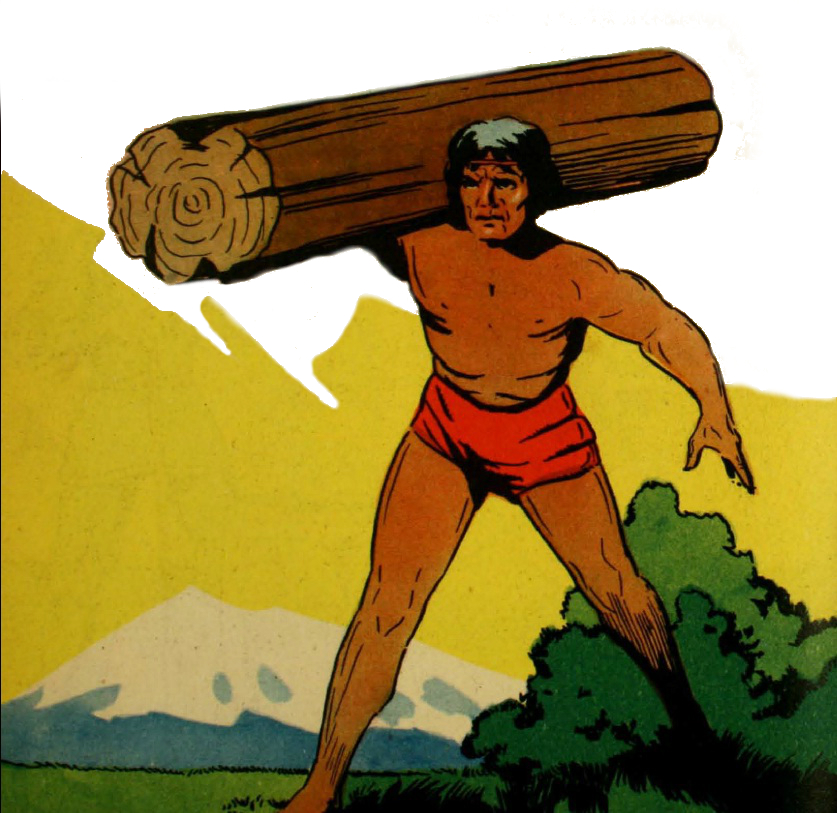
Caupolicán sosteniendo el tronco de árbol durante su elección de toqui.

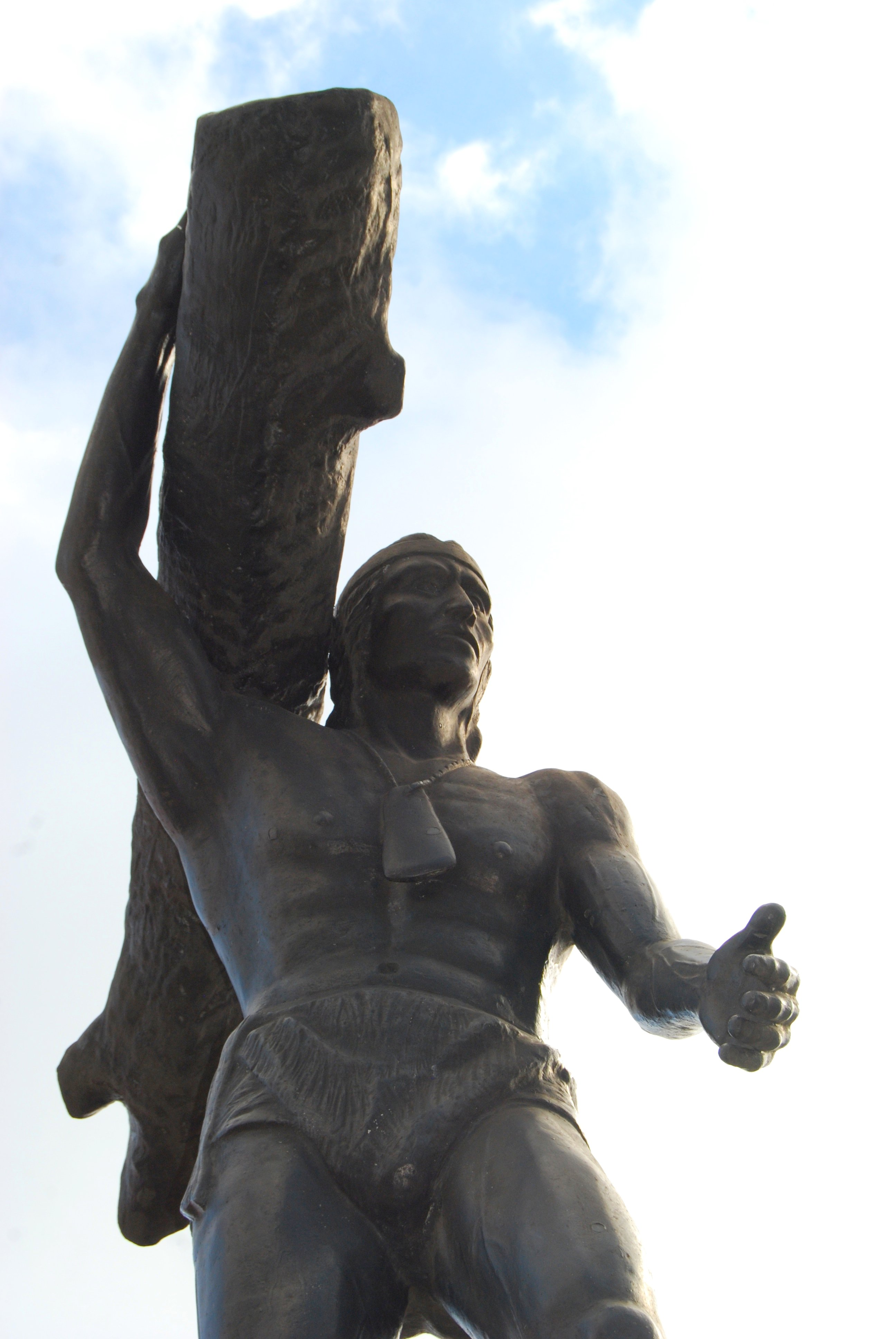
Estatua retratando la elección de Caupolicán.

Después de estas derrotas los mapuches se reunieron en un gran Consejo en la Sierra de Pilmaiquén, este Consejo tenía por objetivo unificar en un solo mando a las fuerzas mapuche, con la elección de un toqui. Caupolicán fue elegido por su gran fortaleza física y valentía. Era de rostro severo y tuerto desde la niñez. Según cuentan las tradiciones, Caupolicán tuvo que demostrar su fuerza ante los caciques, entre los que se encontraba Tucapel y Rengo, presididos por Colo Colo, sosteniendo un grueso tronco de árbol sobre sus hombros durante dos días y dos noches sin desmayarse antes de ser elegido toqui; Caupolicán fue el vencedor entre otros candidatos tales como Ongolmo, Lincoyán y Elicura.
Alonso de Ercilla lo inmortalizaría en La Araucana:

Con un desdén y muestra confiada,
asiendo el tronco duro y nudoso,
como si fuera vara delicada,
se lo pone en el hombro poderoso:
la gente enmudecía maravillada
de ver el fuerte cuerpo tan nervoso.
El color a Lincoya se le muda
poniendo en su victoria mucha duda.

El bárbaro sagaz despacio andaba,
y a toda prisa entraba el claro día;
El sol las largas sombras acortaba,
más él nunca decrece en su porfía:
al ocaso la luz se retiraba,
ni por eso flaqueza en él había;
las estrellas se muestran claramente,
y no muestra cansancio aquel valiente».

A fines del siglo XIX, el poeta nicaragüense Rubén Darío escribió «Caupolicán», uno de los sonetos aparecido en el libro Azul... (1888), en cuya escena mitifica la mencionada gesta del héroe.

Es algo formidable que vio la vieja raza:
robusto tronco de árbol al hombro de un campeón
salvaje y aguerrido, cuya fornida maza
blandiera el brazo de Hércules, o el brazo de Sansón.

Por casco sus cabellos, su pecho por coraza,
pudiera tal guerrero, de Arauco en la región,
lancero de los bosques, Nemrod que todo caza,
desjarretar un toro, o estrangular un león.

Anduvo, anduvo, anduvo. Le vio la luz del día,
le vio la tarde pálida, le vio la noche fría,
y siempre el tronco de árbol a cuestas del titán.

«¡El Toqui, el Toqui!» clama la conmovida casta.
Anduvo, anduvo, anduvo. La aurora dijo: «Basta»,
e irguióse la alta frente del gran Caupolicán.
Rubén Darío, Azul... (1888).

## Batalla de Millarapue

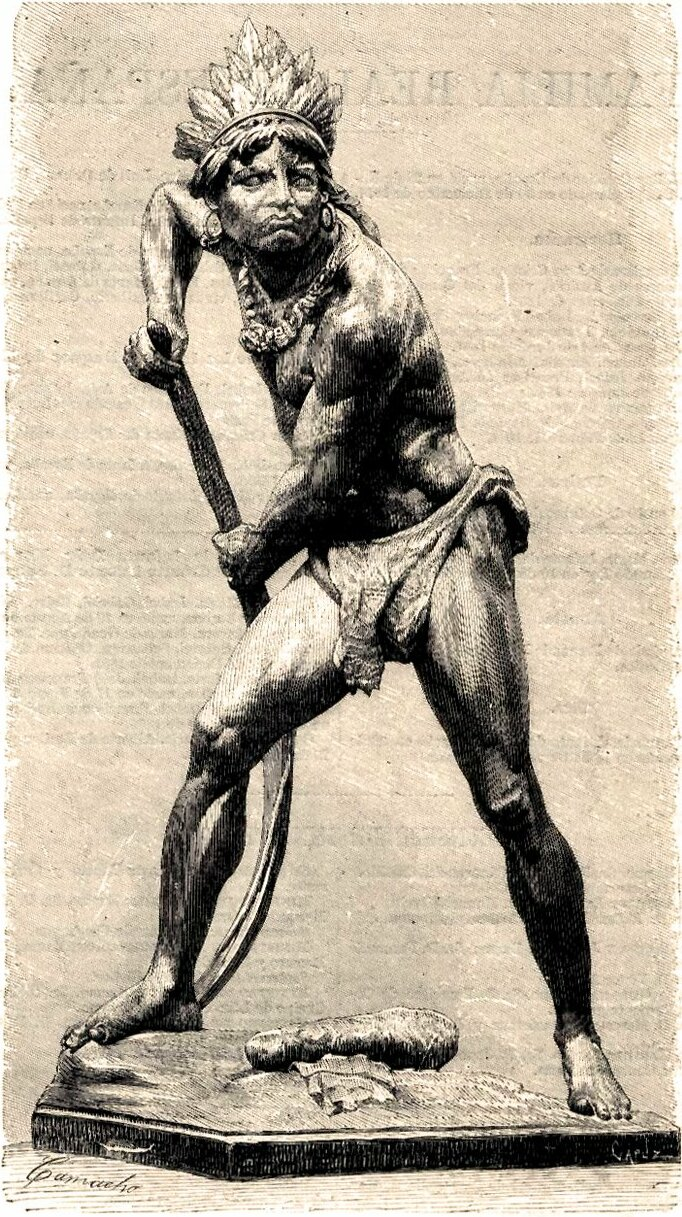
Caupolicán por Nicanor Plaza

Después de la victoria de las armas españolas en Lagunillas, García se internó en territorio hostil buscando una batalla decisiva. Las fuerzas realistas acamparon en Millarapue, al interior de la Araucanía, el 29 de noviembre. Los mapuches al mando de Caupolicán, intentaron un ataque por sorpresa al campamento enemigo en la alborada del 30 de noviembre. Coincidió que ese día se celebraba entre los españoles el Día de San Andrés y sonó el toque de una alegre diana de trompetas, que los mapuches interpretaron como alarma; y así, creyéndose descubiertos, se arruinó el ataque por sorpresa.
El número de atacantes era 15 000; entre ellos venía Galvarino al frente, que se mostraba con su dos brazos cortados azuzando las pasiones de sus camaradas. La batalla fue encarnizada.
La batalla de Millarapue duró desde la madrugada, hasta las 14:00 horas del día siguiente, y Caupolicán la dirigió montado en un caballo blanco. Finalmente, los mapuches fueron envueltos por los flancos y la retaguardia y derrotados. Los españoles establecieron el fuerte de Cañete, no muy lejos de donde estuvo emplazado el de Tucapel.

## La batalla del fuerte de Cañete

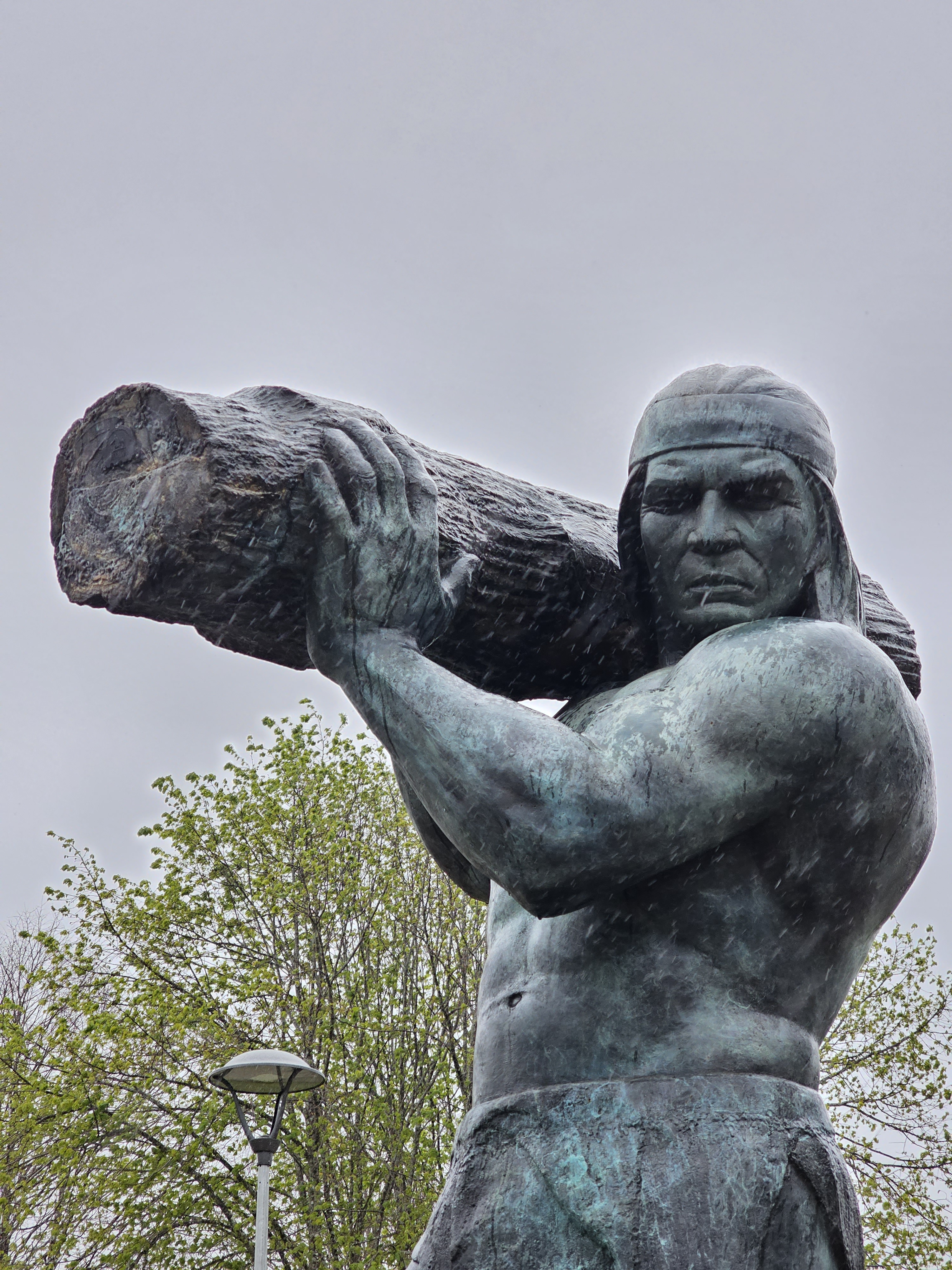
Estatua de Caupolicán en Cañete

El 20 de enero de 1558 los españoles sufrieron un ataque en la ciudad fortificada de Cañete, siendo rodeada y sitiada por más de 15 000 mapuches. La idea de Caupolicán era dejar morir de hambre a los sitiados.
La situación se hizo muy crítica, ya que la salida a campo abierto era una derrota segura para los españoles; asimismo, un ataque directo al fuerte, con el contingente hispano bien armado, implicaba una gran cantidad de bajas entre los araucanos. 
Un yanacona proespañol llamado Andresillo (nombre muy común, tal como Felipillo y otros terminado en -illo, dado a los yanaconas) se ofreció para atraer a los mapuches mediante engaño al fuerte. El plan consistía en hacerse amigo de los atacantes, haciéndose aparecer Andresillo como desertor de los españoles; los mapuches creyeron en este personaje y él les contó que la hora de la siesta era la mejor para atacar desprevenidos a los españoles; él les abriría las puertas para atacar por sorpresa.
Caupolicán hizo comprobar la veracidad del argumento de Andresillo ordenando introducir un espía en el interior del fuerte. Alonso de Reinoso, capitán del fuerte ya había previsto la visita del espía y dio instrucciones para que todos se hicieran los dormidos. El 5 de febrero se fijó como fecha de ataque. Andresillo abrió las puertas del fuerte y una masa de mapuches se introdujo silenciosamente. Cuando ya casi todos estaban en el interior del fuerte, fueron recibidos por descargas de fusilería que provocaron una gran mortandad entre los atacantes, quienes escaparon en desbandada; Caupolicán pudo huir gracias a que todavía no había llegado la caballería hispana a la zona de combate. Para cuando esta llegó, las tropas mapuches se retiraban ya por los cerros y los españoles salieron en su persecución.

## Muerte de Caupolicán

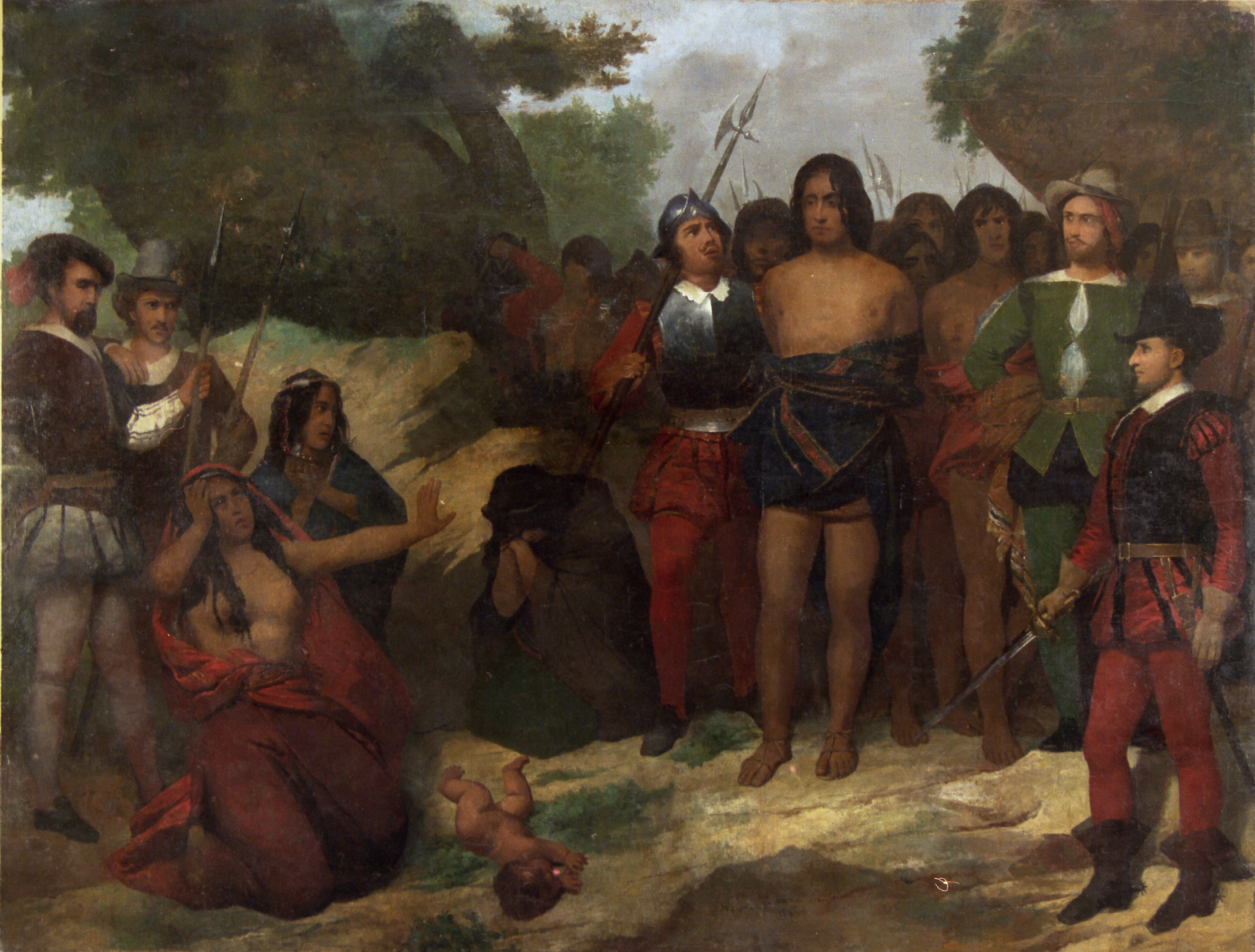
La captura de Caupolicán según Raymond Monvoisin.

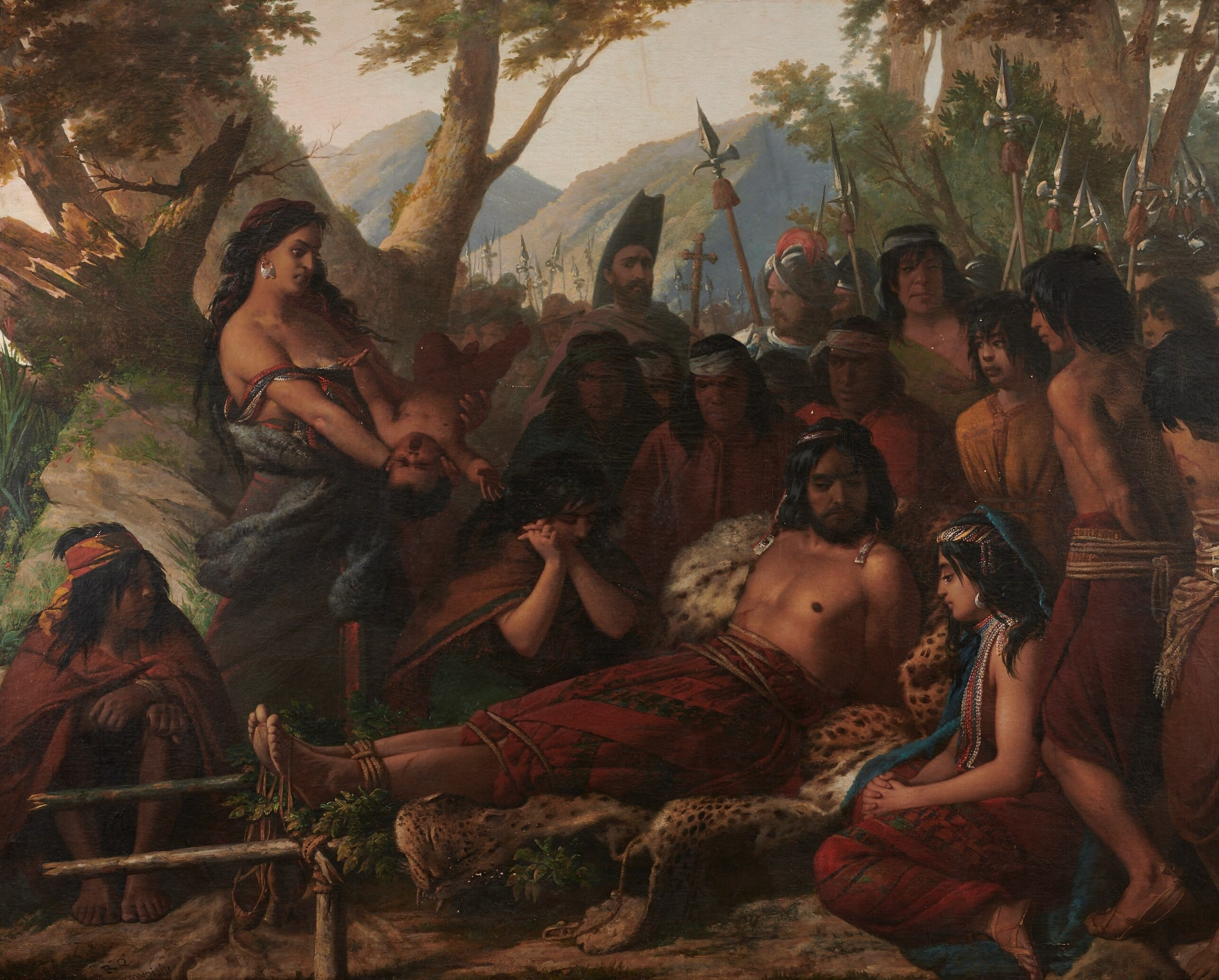
Caupolicán prisionero y Fresia según Raymond Monvoisin.

Meses después de la retirada de los mapuches supervivientes, y ya comenzando el invierno, un indio le reveló a una avanzada al mando de Pedro de Avendaño que andaba en su búsqueda, el oculto pasaje donde el Toqui se escondía en Pilmaiquén. Los españoles llegaron al lugar cuando aún era de noche, guiados por las luces de las fogatas de los confiados guerreros y esperaron el amanecer, rodearon la posición y al aclarar, se dejaron caer sorpresivamente sobre el campo, arrasándolo todo mientras capturaban a Caupolicán, quien preparaba una contraofensiva. Según Ercilla, cuando era conducido atado por un piquete hacia el fuerte de Tucapel, le salió al paso una mapuche iracunda, de nombre Fresia, con un bebé en brazos; era hijo del derrotado toqui. La mujer le reprochó el hecho de haberse dejado capturar vivo; le arrojó su hijo a los pies y se marchó, siendo estériles los ruegos de que volviese por la criatura. La marcha continuó su rumbo en silencio.
Fue llevado ante el veterano Alonso de Reinoso, quien lo condenó a morir en la pica, una muerte terrible por empalamiento. Cristóbal de Arévalo, Alguacil de campo, fue el encargado de ejecutar la orden. Caupolicán fue subido y amarrado a una tarima que tenía una punta de madero cortado en forma de pica en el centro; Caupolicán, mostrando gran serenidad, miró con soberbia a la multitud de españoles que lo contemplaban y dijo: 

«Pues el hado y suerte mía me tienen esta suerte aparejada, vean que yo la pido, yo la quiero, que ningún mal hay grande y es postrero».
La Araucana

Dicho esto, alzó el pie derecho aún con las amarras puestas y dio una gran patada al verdugo, que rodó de la tarima; hecho esto, él mismo se sentó en la pica y, sin dar ninguna muestra de dolor, murió por empalamiento. Galvarino también había sido capturado y ahorcado. Después de estos atroces episodios, y debido al prestigio familiar, Caupolicán el Joven, su hijo mayor, fue elegido líder militar, actuando en la batalla de Quiapo (noviembre de 1558).

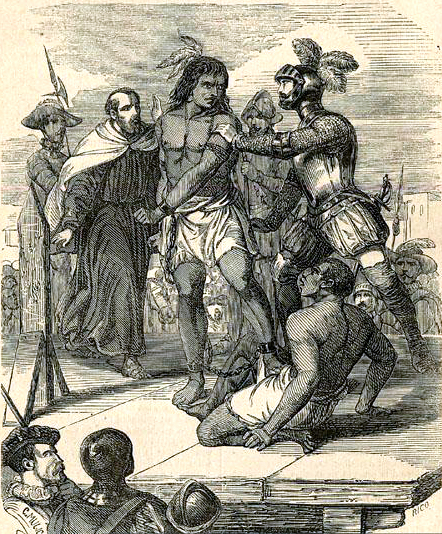
La muerte de Caupolicán.

Caupolicán, sin duda, fue un bravo guerrero, aunque no obtuvo las victorias ni poseía el genio militar de Lautaro; las hazañas de ambos fueron cantadas en el poema épico La Araucana, de Alonso de Ercilla. Rubén Darío también le dedicó un poema.
Unos 40 años después se levantó un nuevo caudillaje mapuche entre los que se destacaría Pelantarú, Lientur y el mestizo Alejo. 
Actualmente, Caupolicán es reconocido por sus proezas, fuerza e inteligencia en todo Chile mediante el nombramiento de calles, teatros, parques y monumentos en su honor. Erróneamente se cree que la estatua de bronce ubicada en el cerro Santa Lucía de Santiago es un homenaje al toqui. Lo cierto es que se trata de una obra del escultor Nicanor Plaza, que la tradición popular chilena asoció con Caupolicán.

«Ha cambiado la historia para nosotros, claro. Los “libros oficiales” dicen que son otros los que la hicieron y la siguen haciendo por nuestros pueblos. Los héroes de esta historia, en un mundo “civilizado” en el que ya no debiera haberlos, son los invasores. Mas Caupolicán empalado, enfrentándolos, representa el suplicio de nuestro pasado, que entra ardiendo en nuestros corazones. Lautaro es el futuro que vislumbramos, detrás de la cortina del misterio y del compromiso, y que saldrá como la luz de nuestros ojos».
Elicura Chihuailaf.